# Campionati europei di duathlon del 2011
I Campionati europei di duathlon del 2011 si sono tenuti a Limerick, Irlanda, in data 17 aprile 2011.
La gara maschile è stata vinta dal francese Nicolas Benoit, mentre quella femminile dalla francese Sandra Levenez.

## Risultati

### Élite uomini
| Pos. | Nome                             | Paese       | Corsa    | Bici     | Corsa    | Totale   |
| ---- | -------------------------------- | ----------- | -------- | -------- | -------- | -------- |
|      | Nicolas Benoit                   | Francia     | 00:30:33 | 00:54:28 | 00:14:42 | 01:40:21 |
|      | Victor Manuel Del Corral Morales | Spagna      | 00:30:34 | 00:54:28 | 00:14:56 | 01:40:36 |
|      | Raphael Baugh                    | Australia   | 00:30:34 | 00:54:26 | 00:15:02 | 01:40:41 |
| 4    | Lino Barruncho                   | Portogallo  | 00:30:34 | 00:54:30 | 00:15:06 | 01:40:44 |
| 5    | Stéphane Valenti                 | Francia     | 00:30:40 | 00:54:26 | 00:15:51 | 01:41:33 |
| 6    | Mark Buckingham                  | Regno Unito | 00:30:33 | 00:55:22 | 00:15:10 | 01:41:39 |
| 7    | Philip Wylie                     | Regno Unito | 00:30:36 | 00:54:30 | 00:16:15 | 01:41:57 |
| 8    | Robert Wade                      | Irlanda     | 00:31:02 | 00:56:10 | 00:15:51 | 01:43:46 |
| 9    | Richard Hobby                    | Regno Unito | 00:31:20 | 00:55:52 | 00:16:10 | 01:44:05 |
| 10   | Bojan Cebin                      | Slovenia    | 00:31:57 | 00:56:30 | 00:15:07 | 01:44:14 |
| 11   | Daniel Hofer                     | Italia      | 00:31:42 | 00:56:44 | 00:15:19 | 01:44:21 |
| 12   | James Attard                     | Australia   | 00:32:01 | 00:56:26 | 00:16:05 | 01:45:08 |
| 13   | Matthias Graute                  | Germania    | 00:31:42 | 00:56:48 | 00:16:05 | 01:45:11 |
| 14   | Laurent Galinier                 | Francia     | 00:32:00 | 00:56:26 | 00:16:40 | 01:45:45 |
| 15   | Alessio Picco                    | Italia      | 00:31:20 | 00:57:07 | 00:17:04 | 01:46:13 |
| 16   | Etienne Diemunsch                | Francia     | 00:31:19 | 00:55:53 | 00:20:06 | 01:47:56 |
| 17   | Andrey Lyatskiy                  | Russia      | 00:34:13 | 00:57:15 | 00:18:24 | 01:50:42 |
| 18   | Pavel Andreev                    | Russia      | 00:34:11 | 00:57:23 | 00:19:23 | 01:51:36 |

### Élite donne
| Pos. | Nome                 | Paese       | Corsa    | Bici     | Corsa    | Totale   |
| ---- | -------------------- | ----------- | -------- | -------- | -------- | -------- |
|      | Sandra Levenez       | Francia     | 00:35:01 | 00:59:57 | 00:17:25 | 01:53:02 |
|      | Ruth Van der Meijden | Paesi Bassi | 00:35:16 | 00:59:41 | 00:17:59 | 01:53:35 |
|      | Sabrina Godard       | Francia     | 00:35:16 | 00:59:44 | 00:18:19 | 01:54:03 |
| 4    | Jenny Schulz         | Germania    | 00:35:26 | 01:02:01 | 00:17:05 | 01:55:14 |
| 5    | Erika Csomor         | Ungheria    | 00:35:47 | 01:01:37 | 00:18:25 | 01:56:34 |